# Pinar del Río
El municipi de Pinar del Rio és la capital de la província de Cuba del mateix nom. Té 81 assentaments, 4 urbans i 77 rurals, distribuïts en 18 Consells populars.
Està situat aproximadament en la porció Centre-Sud de la Província i ocupa una superfície de 70.780 ha, és a dir, el novè lloc en extensió territorial amb relació a la resta municipis de la província. Limita al nord amb els municipis de Viñales i Minas de Matahambre, al sud amb el golf de Batabanó, a l'est amb el Municipi de Consolación del Sur i a l'oest amb els de San Luís i, San Juan y Martínez.
Encara que el municipi és eminentment pla, només el 7% és muntanyós, té un relleu variat. Cap al nord-oest hi ha uns pujols, entre d'altres el Cerro de Cabras de 425 metres.

## Història
El desenvolupament de la ciutat de Pinar del Río comença a les ribes del riu Guamá i el nom prové de les pinedes riberenques. El nom va ser donat pel Cabildo de l'Havana el 19 juliol 1641.
A l'inici era un primitiu veïnat que abastava un reduït nombre d'habitatges construïts als voltants dels camins Abajo i del Sur, avui anomenats Gerardo Medina i Isabel Rubio.
El llogaret situat a la vora del Guamá comença a créixer a final del segle xvii i l'any 1750 ja consistia en un poble emmarcat per aquest riu i pel rierol Galiano. El punt principal era el Parc de la Independència on es construeix l'any 1764 el temple de la Parròquia del partit de San Rosendo de Pinar del Río.
A final del segle xviii Pinar del Río era un petit llogaret d'una vintena de cases i l'església, totes amb sostre de guano, una mena de fulles de palma. L'any 1813 es crea l'ajuntament integrat per un alcalde, quatre regidors i un síndic, que mai no va funcionar.
Entre 1814 i 1839 es van desenvolupar constants litigis entre els propietaris de les terres de la zona per les terres on hi havia el poble de Pinar del Río. Els tinents governadors varen haver d'intervenir perquè aquestes disputes no paralitzessin la venda de solars per al foment del poble.
Les deficiències en la distribució de les terres en els primers segles de la colonització van fer que els propietaris dels ramats i corrals llindars amb els terrenys de Pinar del Río reclamessin com a part dels seus terrenys el lloc on es formava el poblat assenyalat de forma que ni els reclamants, ni els mateixos habitants podien demostrar qui havia autoritzat des d'un primer moment l'adjudicació de les terres.
A partir de 1826 el poble comença a expandir. Es construeixen edificis que eleven la categoria social per la funció que compleixen. El 1827 el poble tenia dos carrers, 45 cases i 260 habitants.
A la dècada del 40 la urbanització s'accelera. S'acaba el Passeig de l'Albereda el 1843, i es instal·la el rellotge públic. L'any 1845 es remodela el teatre provincial, construint una instal·lació de posts, l'anterior era de sostre de guano. Ja el 1847 el poble tenia 128 cases i el 1853 vivien a Pinar del Río 1480 persones que habitaven 365 habitatges. Aquestes cases presentaven altres característiques. Ja s'utilitza la teula per a la coberta i alguns immobles es construeixen amb parets on s'utilitzen materials més sòlids, encara continua l'ús de la fusta per a aquests elements.
El 1856 es basteix un pont sobre el Guamá. Fins al moment la comunicació de Pinar del Río amb la resta de l'illa es feia a través de La Coloma per via marítima.
El creixement econòmic va ser un factor de primer ordre en el creixement accelerat de la població de Pinar del Río. Això va fer que el 6 agost 1863 els veïns sol·licitessin oficialment el títol de ciutat, títol que no es va concedir fins al 10 de setembre de 1867. El caràcter de província a Pineda del Riu se li concedeix més tard, el 9 de juny de 1878.
El 1878 s'instal·la el telègraf i el 1893 comença el servei de llum elèctrica. El ferrocarril hi arriba el gener de 1894. El 1898 ja tenia uns deu mil habitants.
A principi del segle xx, la ciutat creix d'una manera intensiva, on el ritme de creixement de la població és més gran que el de creixement en superfície. Arriba a una densitat superior als 100 hab./ha. La ciutat presenta un creixement concèntric amb nivells d'ocupació del sòl alts.

## Llocs d'interès

### Fàbrica de Guayabita (carrer Isabel Rubio, 189)

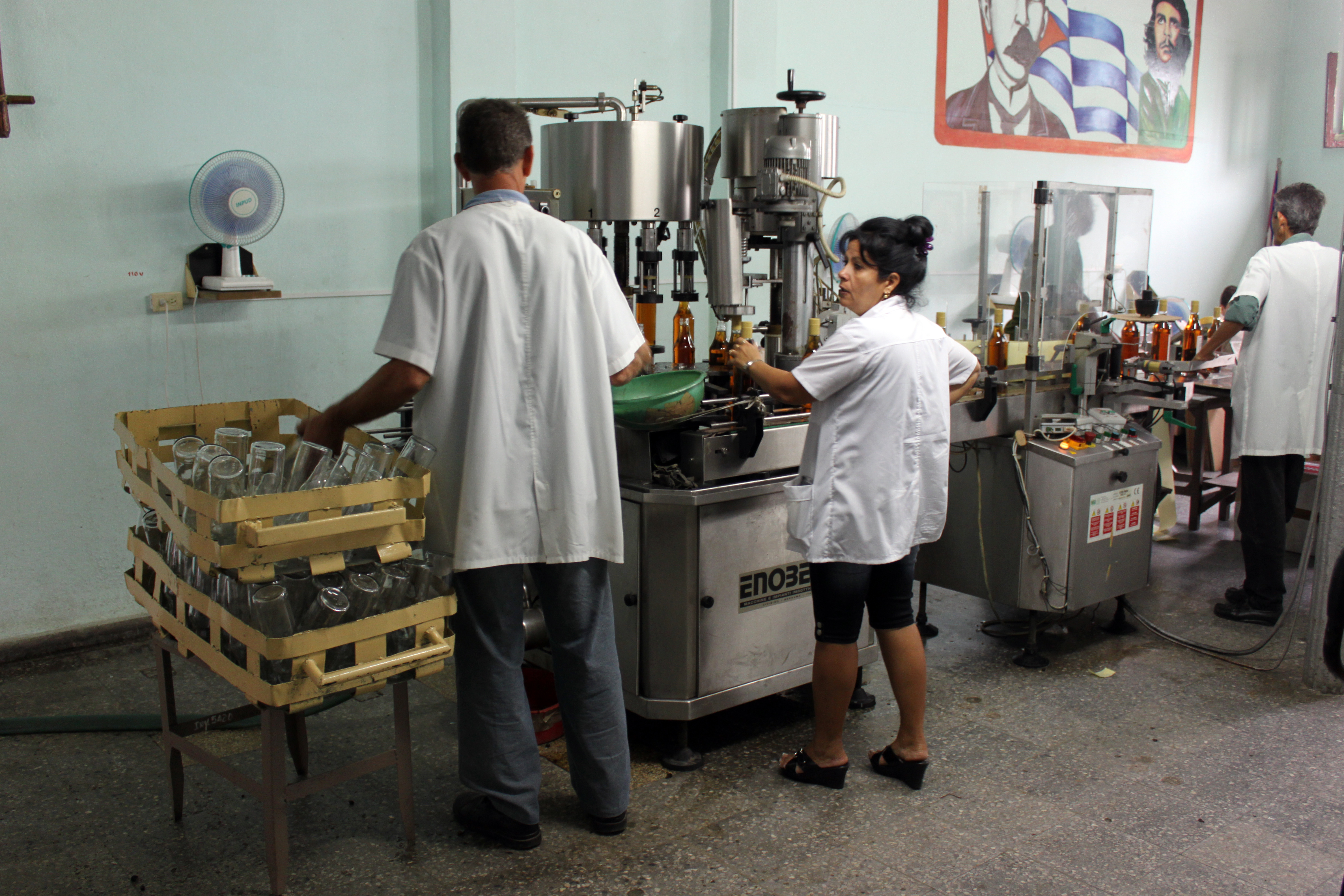
Fàbrica de Guayabita

S'hi processa i elabora la deliciosa i aromàtica beguda Guayabita del Pinar, industrialitzada i comercialitzada des de 1892. Forma part del sincretisme cultural dels espanyols i criolls: el millor de les tradicions licoreres espanyoles i de les delícies d'un fruit local.
Coneguda antigament com a Casa Garay, constitueix avui un dels punts de major interès per als visitants. Des de 1906 la beguda que s'hi fa va quedar registrada com a Licor especial i va passar llavors a dir-se La Occidental. Actualment és la beguda típica de la província.
La reconeguda qualitat li va valer, en les primeres dècades del segle xx, no pocs títols i honors: el 1906 va obtenir el Premi de Comercialització, el 1911 el Premi de la Fira de l'Havana, i el 1924, va conquistar la Medalla a la Fira de Roma.

### El Parque de la Independencia

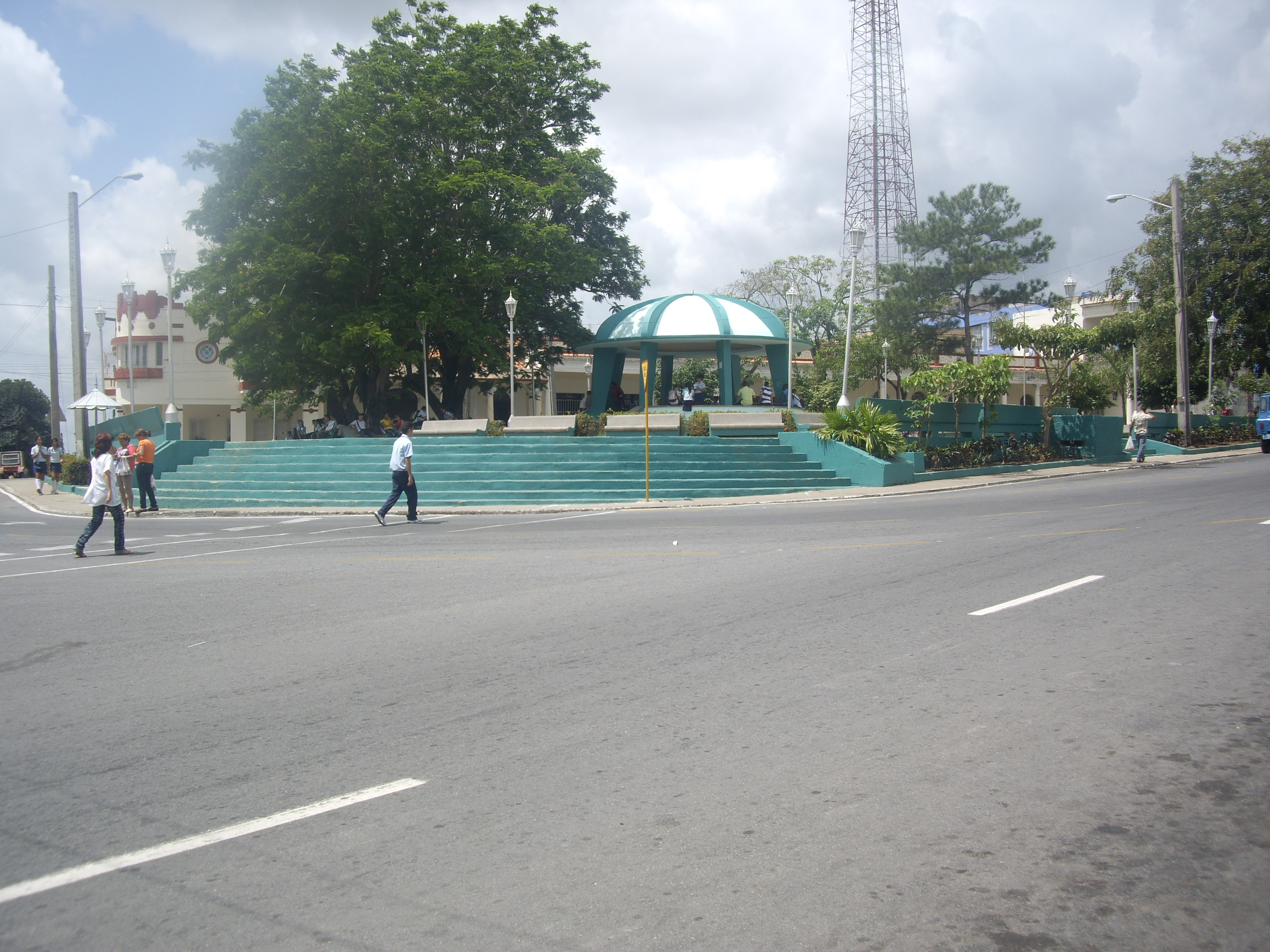
Parc de la Independència

El Parc d'Independència va ser a l'inici la Plaça d'Armes i, com totes les existents a la resta del país, al seu voltant es varen construir els edificis més importants del poder colonial, com l'església, la casa del Tinent Governador, la caserna i la presó. El 1917 s'hi construeix el Parc de la Independència amb bancs de ciment i la glorieta.
Durant el govern de Carlos Prío Socarrás (va ser president de la república des de 1948 fins a 1952) va ser destruït per construir un aparcament molt gros, però quan triomfa la Revolució es torna a edificar com a parc construint el quiosc que es pot veure.
Durant l'època en què va ser parc i plaça d'esbarjo, els dijous i diumenges s'oferien concerts i retretas, una paraula cubana que fa referència a les funcions musicals nocturnes a l'aire lliure, generalment en parcs i passejos.

### Palacio de Guasch
Aquest palauet, que va ser el somni d'un jove metge, Francesc Guasch Ferrer (ginecòleg), va ser construït per ell mateix amb l'ajuda de dos paletes, entre els anys 1909 i 1914, bolcant en aquesta acció tota la seva creativitat artística. És una de les primeres joies de l'eclecticisme a Cuba i a Amèrica.
L'edifici combina intel·ligentment diverses tendències constructives. Es varen emprar tots els recursos econòmics del metge i es va obtenir una perfecta harmonia entre el confús eclecticisme de l'obra, on convergeixen columnes a l'estil egipci, un pòrtic hindú, una ogiva àrab i un capitell dòric. L'eminent científic va crear dracs, hipocamps i altres confuses figures que s'entremesclen al mateix temps que la façana sorprèn per l'atractiu ambient eclèctic.
Un univers de criatures del regne animal decora l'espaiosa instal·lació, el pati de la qual s'assembla a un parc juràssic, records de les expedicions científiques del seu artífex.
L'originalitat de l'interior és més recurrent encara per la presència de mosaics de ceràmiques vidriades, que es van conservar encara algunes habitacions.
És l'edifici de major rellevància de la ciutat des del punt de vista patrimonial, no només per l'estatut de monument provincial, sinó també perquè ha esdevingut símbol arquitectònic de la ciutat. Va ser el primer edifici de Pinar del Río construït amb formigó.
Actualment és un Museu d'Història Natural

### Casa de Cultura Pedro Junco

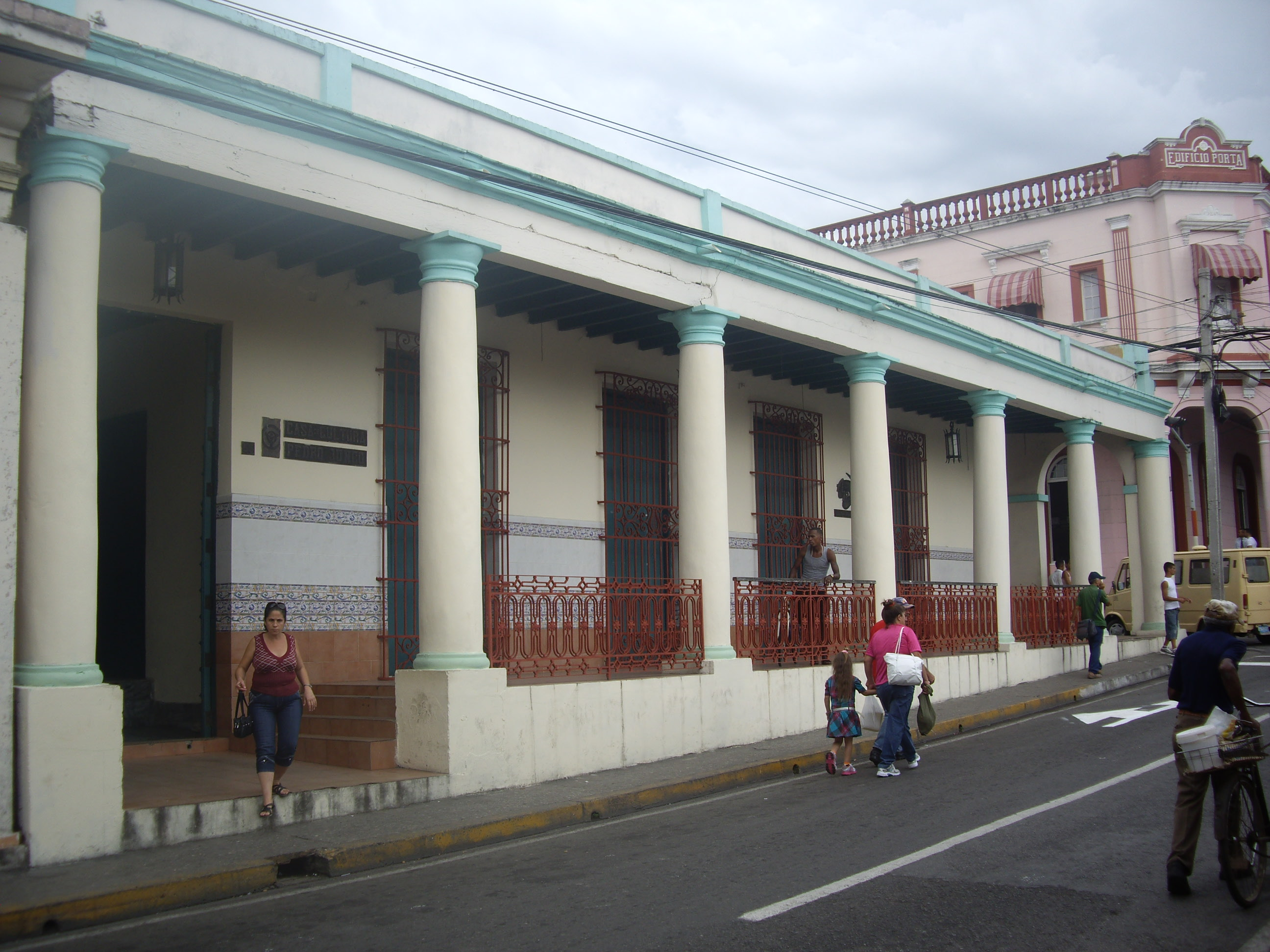
Casa de cultura Pedro Junco

L'origen de l'immoble data de la dècada de 1840. La porxada de dues façanes va ser arrendat el 1870 al Cercle d'Artesans, societat d'instrucció i esbarjo per criolls. En aquesta època s'hi van col·locar les reixes i les baranes de ferro fos (que no són les actuals). El 1889 el propietari, José Alonso Gutiérrez, va arrendar part de l'immoble per allotjar-hi l'Audiència Criminal i a l'habitació de la cantonada s'instal·la la sala de judicis, avui la galeria Arturo Regueiro.
El gener de 1896 s'hi va establir un hospital de sang i a la habitació més apartada, pel carrer de Sant Joan (avui carrer Rafael Morales) es va establir una cuina pública on l'esposa d'Alberto Herrera oferia aliments als pobres de la vila.
Des de 1959 fins al 1961 passa a ser seu del Govern Municipal. Entre el 4 i el 9 de juliol de 1960 s'hi inaugura la primera  Casa de Cultura de Pinar del Río, la qual es va traslladar a l'actual Palau de matrimonis (altre temps Liceu pinareño). Dos anys va ser adquirit per Cultura, que el manté fins al 1965 quan novament el Govern Municipal, hi estableix la seu. Va ser succeït per l'Òrgan Municipal del Poder Popular, que hi va romandre fins al 1992. L'Òrgan va lluirar l'immoble novament a la Casa de Cultura Pedro Junco. L'immoble molt deterior va haver de tancar per una reparació general,  el 14 de desembre de 2000 es va poder reinaugurar.
L'enreixat actual (i des de l'època quan era encara Ajuntament), va ser portat des de la finca "La Casualidad", (després escola agrícola Tranquilino Sandalio de Noda), la qual havia estat propietat de José M. Pérez de Castañeda el 1862, és per això que en un dels seus finestrals es pot llegir en els arabescs metàl·lics aquesta data.

### Teatre José Jacinto Milanés

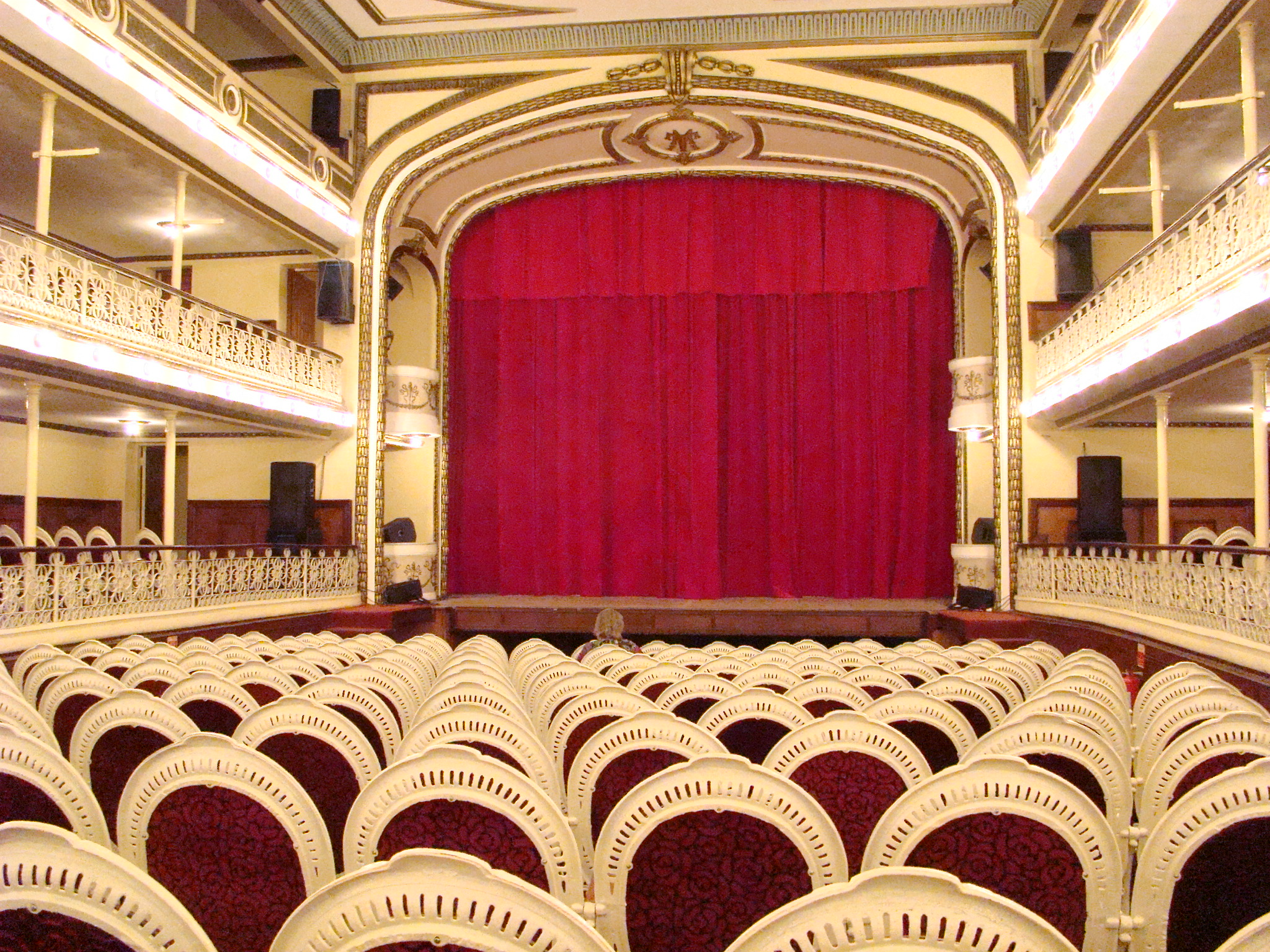
Teatre José Jacinto Milanés

L'any 1838 es va construir un teatre amb taulons i sostre de guano en un poble que ja tenia presó, oficina de correu, església i viatges marítims fins a l'Havana.
El 1839 una companyia de teatre va transformar el teatre en un local de fusta i teules i li va posar el nom de Lope de Vega. Tenia 34 llotges, 17 a cada costat i una sala amb 150 seients.
L'any 1880, es va reedificar gairebé totalment amb parets de maçoneria, el que en millora l'aspecte. Ara té una porxada àmplia i al davant té tres portes la del centre condueix a la platea i les llotges, té una avantsala petita amb cortines que es corren quan s'hi celebren funcions. Era enllumenat per sis fanals de gas.
Hi havia un pintoresc personatge, «El Bastonero» que era encarregat de mantenir l'ordre interior i la disciplina durant les representacions. Era una mena d'antecedent del que serien els "acomodadors", es presentava amb un vestit vistós i cridaner per distingir-se del públic.
En aquest teatre també se celebraven les grans festes de la ciutat, i el 28 de novembre de 1898 s'hi ofereix un banquet i ball d'honor als generals mambises Juan Lorente de la Rosa i al seu acompanyant el General Antonio Varona. Félix del Pino y Díaz, en un dels discursos del banquet oficial, va dir: «…com que la guerra s'ha acabat, li agradaria donar-li al  teatre el nom d'un dramaturg cubà que sempre havia estat el seu preferit …» i sense més, va brindar pel teatre que en endavant portaria el nom de José Jacinto Milanés, poeta de Matanzas, molt admirat per Pino.
L'any 1991 va tancar les portes per no trobar-se en bon estat i no va reobrir fins al 27 de desembre de l'any 2006, després d'una reparació important i la modernització dels sistemes de llums, aire condicionat i àudio.

### Centre Hermanos Loynaz
És un centre de promoció i desenvolupament de la literatura. Es va inaugurar el 19 de febrer de 1990. Posseeix la biblioteca personal de la poeta Dulce María Loynaz, Premi Cervantes 1992. La donació d'aquesta biblioteca va estar acompanyada de mobles antics, importants obres d'art i llibres rars. Es conserven aquí tots els manuscrits dels seus llibres, part de la seva correspondència, la seva poesia inèdita, condecoracions rebudes al llarg de la seva fructífera vida, i un recull de l'obra dels seus tres germans, poetes: Flor, Enrique i Carlos Manuel. Compta, a més, amb una apreciable col·lecció de fotografies.

### Casa del Ron

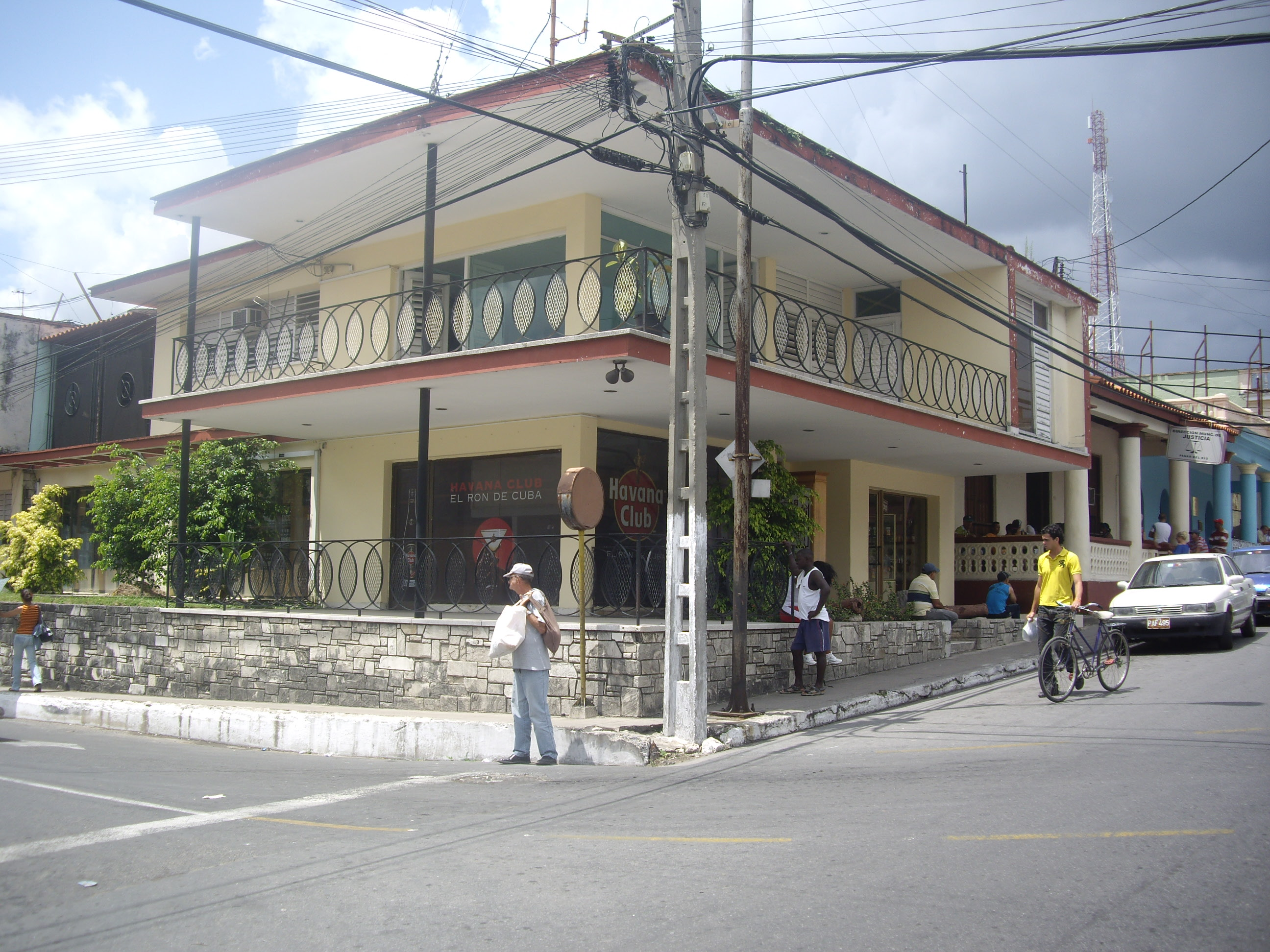
Casa del Ron

La Casa del Ron és una moderna construcció del segle xx. Recentment incorporada a l'activitat turística. En ella és possible degustar qualsevol de les prestigioses marques del rom cubà. Ofereix, a més, productes estrelles com el cafè, el mateix tabac, símbol de la regió, souvenirs i un ric catàleg de música cubana.

### Fàbrica de tabac Francisco Donatién

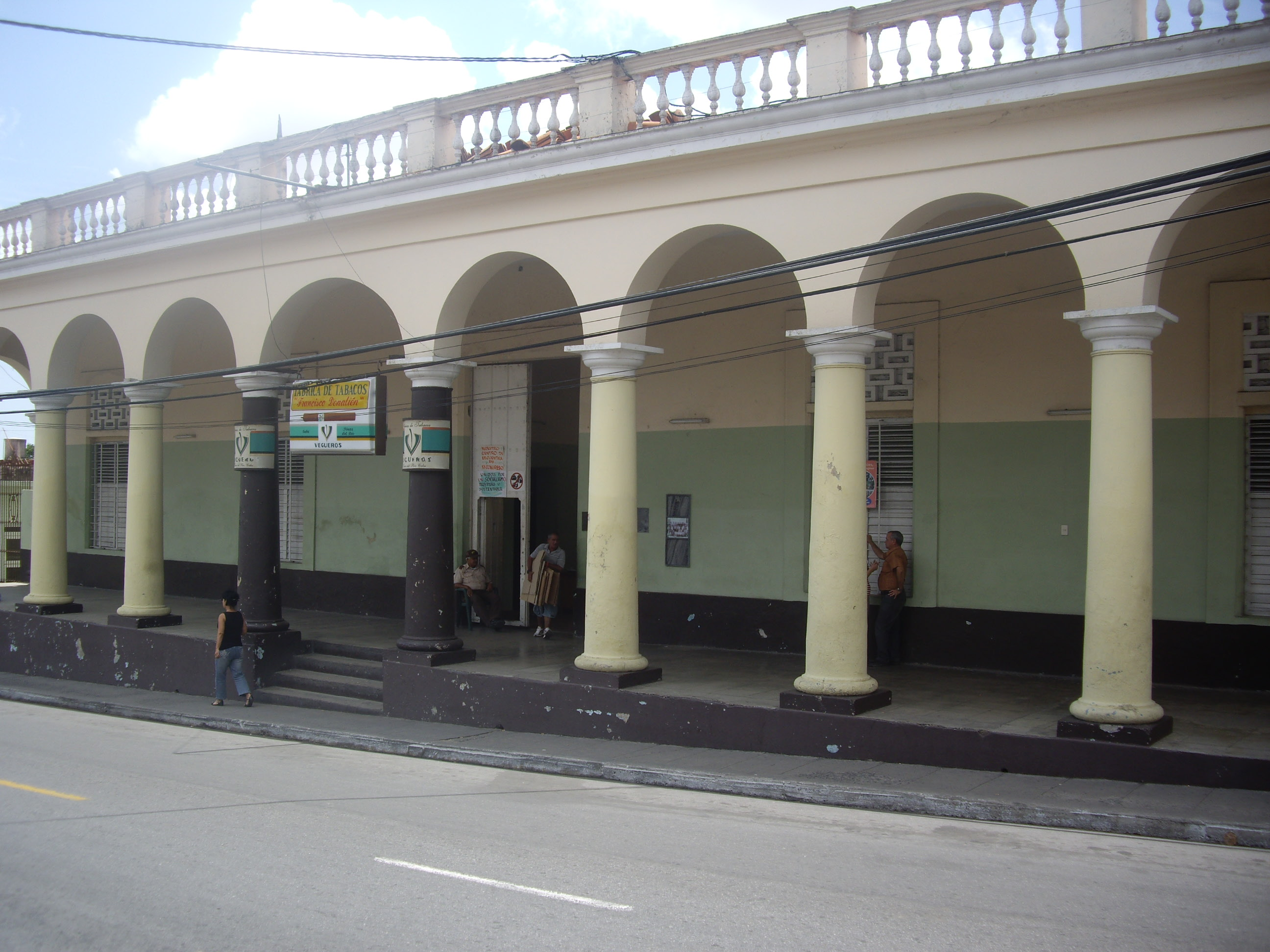
Fàbrica de Tabac Francisco Donatién

Aquesta fàbrica s'ubica en una de les zones més transitades del llegendari carrer Máximo Gómez. Aquesta és una de les construccions emblemàtiques de l'arquitectura del segle xix pinareño. Actualment s'hi elaboren els autèntics havans, mitjançant procediments artesanals amb diversos segles de tradició. A l'entrada d'aquesta construcció, que sedueix a tots per l'olor que expedeixen les fulles del tabac, és possible trobar la botiga Estanco l. i enfront seu la Casa del Habano on el visitant trobarà un assortiment d'anelles de les marques més reconegudes, alhora que tindrà l'ocasió de dur-se'n algun souvenir o qualsevol altre objecte pertanyent a l'univers del tabac.

### Centre Provincial d'Arts Visuals
És una construcció que pertany a la segona meitat del segle xix en què s'observa la interessant barreja d'elements neoclàssics amb altres provinents de l'arquitectura tradicional. Aquí exposen, amb regular freqüència, artistes de la província amb reconeixement internacional. Es realitzen vendes d'obres, a més, s'imparteixen conferències i cursos de postgraus a especialistes: es realitzen debats i reunions temàtiques.